# Spear Spur
Spear Spur (in lingua inglese: Sperone Spear) è uno sperone roccioso antartico, situato 6 km a est del Clinton Spur e 3.7 km a ovest del Kelley Spur, nel versante meridionale del Dufek Massif nei Monti Pensacola, in Antartide. 
Lo sperone è stato mappato dall'United States Geological Survey (USGS) sulla base di rilevazioni e foto aeree scattate dalla U.S. Navy nel periodo 1956-66.
La denominazione è stata assegnata dall'Advisory Committee on Antarctic Names (US-ACAN) in onore di Albert Spear, operaio edile che faceva parte del gruppo che trascorse l'inverno del 1957 alla Stazione Ellsworth.